# Branko Dangubić
Branko Dangubić (* 13. Juli 1922 in Ljubinje; † 24. November 2002 in Belgrad) war ein jugoslawischer Speerwerfer.
Bei den Leichtathletik-Europameisterschaften 1950 in Brüssel schied er in der Qualifikation aus.
1951 siegte er bei den Mittelmeerspielen, und 1952 wurde er Fünfter bei den Olympischen Spielen 1952 in Helsinki mit seiner persönlichen Bestleistung von 70,55 m.